# Карлайл (Арканзас)
Карлайл (англ. Carlisle) — город, расположенный в округе Лонок (штат Арканзас, США) с населением в 2304 человека по статистическим данным переписи 2000 года.

## География
По данным Бюро переписи населения США Карлайл имеет общую площадь в 12,69 квадратных километров, водных ресурсов в черте населённого пункта не имеется.
Город Карлайл расположен на высоте 70 метров над уровнем моря.

## Демография
По данным переписи населения 2000 года в Карлайле проживало 2304 человека, 645 семей, насчитывалось 955 домашних хозяйств и 1029 жилых домов. Средняя плотность населения составляла около 181,4 человека на один квадратный километр. Расовый состав Карлайла по данным переписи распределился следующим образом: 86,28 % белых, 12,46 % — чёрных или афроамериканцев, 0,52 % — коренных американцев, 0,22 % — азиатов, 0,52 % — представителей смешанных рас.
Испаноговорящие составили 0,56 % от всех жителей города.
Из 955 домашних хозяйств в 27,5 % — воспитывали детей в возрасте до 18 лет, 52,9 % представляли собой совместно проживающие супружеские пары, в 11,3 % семей женщины проживали без мужей, 32,4 % не имели семей. 29,9 % от общего числа семей на момент переписи жили самостоятельно, при этом 15,9 % составили одинокие пожилые люди в возрасте 65 лет и старше. Средний размер домашнего хозяйства составил 2,32 человек, а средний размер семьи — 2,87 человек.
Население города по возрастному диапазону по данным переписи 2000 года распределилось следующим образом: 22,9 % — жители младше 18 лет, 7,5 % — между 18 и 24 годами, 24,5 % — от 25 до 44 лет, 24,8 % — от 45 до 64 лет и 20,3 % — в возрасте 65 лет и старше. Средний возраст жителей составил 41 год. На каждые 100 женщин в Карлайле приходилось 88,9 мужчин, при этом на каждые сто женщин 18 лет и старше приходилось 80,8 мужчин также старше 18 лет.
Средний доход на одно домашнее хозяйство в городе составил 30 086 долларов США, а средний доход на одну семью — 39 853 доллара. При этом мужчины имели средний доход в 30 292 доллара США в год против 20 563 доллара среднегодового дохода у женщин. Доход на душу населения в городе составил 15 725 долларов в год. 10,5 % от всего числа семей в населённом пункте и 15,5 % от всей численности населения находилось на момент переписи населения за чертой бедности, при этом 16,3 % из них были моложе 18 лет и 26,7 % — в возрасте 65 лет и старше.